# Cours-les-Barres

Cours-les-Barres este o comună în departamentul Cher, Franța. În 1 ianuarie 2022 avea o populație de 1.030 de locuitori.